# ヤロスラヴリ州

ヤロスラヴリ州
ロシア語: Ярославская область

ヤロスラヴリ州（ヤロスラヴリしゅう、ロシア語: Яросла́вская о́бласть）は、ロシアの中央連邦管区にある州（オーブラスチ）。
1936年3月11日に設立された。トヴェリ州、モスクワ州、イヴァノヴォ州、ヴラジーミル州、コストロマ州、ヴォログダ州に隣接している。モスクワとサンクトペテルブルクの双方に近く、州都ヤロスラヴリは幹線道路、鉄道及び水路が交差している。

## 自然
穏やかな大陸性の気候。冬には雪が降り、夏は短いが暑い。かつて州域全体がモミやマツからなる針葉樹林で覆われていたが、現在は多くがカバノキとヤマナラシの二次林と農地になっている。沼地もまたかなりの部分を覆っている。
大型の動物は減ってしまったが、クマ、オオカミ、キツネ、ヘラジカ、イノシシなどはまだ生息している。また、多数の野鳥が生息している。ハト、ニシコクマルガラス、ズキンガラス、ミヤマガラス、イエスズメ、シジュウカラなどの鳥が都市でよくみられる。
州内を流れるヴォルガ川へはウーグリチとルイビンスクに二つのダムが建設されている。巨大なルイビンスク人造湖が存在する。
鉱物資源は建築資材（砂、砂利、粘土など）と泥炭くらいしかないが、鉱泉はいくつか湧いている。

## 経済
- 総支出（1997年）：15,933.1百万ルーブル1
- 全企業の年間純利益（1997年）：1,227.4百万ルーブル2
- 年間税収（1997年）：4,781.8百万ルーブル（連邦予算の利子1,999.3百万ルーブルを含む）
- 失業率：2.4%

1 大企業および中企業
2 工業、農業、建設業、運輸

## 行政区画

### 地区
ヤロスラヴリ州は以下の地区（райо́ны）から成る：
| 地区（район）                              | 中心地                    |
| ------------------------------------------ | ------------------------- |
| ボリショエ・セロ地区（Большесе́льский）     | ボリショエ・セロ          |
| ボリソグレープスキー地区（Борисогле́бский） | ボリソグレープスキー      |
| ブレイトヴォ地区（Бре́йтовский）            | ブレイトヴォ              |
| ガヴリロフ=ヤム地区（Гаври́лов-Я́мский）     | ガヴリロフ＝ヤム          |
| ダニーロフ地区（Дани́ловский）              | ダニーロフ                |
| リュビーム地区（Люби́мский）                | リュビーム                |
| ムイシキン地区（Мы́шкинский）               | ムイシキン                |
| ネコウス地区（Некоу́зский）                 | ノーヴイ・ネコウス        |
| ネクラソフスコエ地区（Некра́совский）       | ネクラソフスコエ          |
| ペレスラヴリ地区（Пересла́вский）           | ペレスラヴリ・ザレスキー※ |
| メーデー地区（Первома́йский）               | プレチーストエ            |
| ポシェホニエ地区（Пошехо́нский）            | ポシェホニエ              |
| ロストフ地区（Росто́вский）                 | ロストフ※                 |
| ルイビンスク地区（Ры́бинский）              | ルイビンスク※             |
| トゥターエフ地区（Тута́евский）             | トゥターエフ※             |
| ウーグリチ地区（У́гличский）                | ウグリチ※                 |
| ヤロスラヴリ地区（Яросла́вский）            | ヤロスラヴリ※             |

※地区に属さない州直轄市

### 主な都市
- ヤロスラヴリ：州都
- ルイビンスク
- トゥターエフ：旧名ロマノフ=ボチソグレプスク
- ペレスラヴリ・ザレスキー
- ウグリチ
- ロストフ：最も古い町
- ガヴリロフ＝ヤム
- ダニーロフ
- ムイシキン
- ポシェホニエ
- リュビーム
- 13世紀より知られるモローガ（ロシア語版、英語版）は1940年代にルイビンスク人造湖（ロシア語版、英語版）に沈んだ。

### その他の集落
- ベレンデエヴォ
- ボリショエ・セロ
- ボリソグレープスキー
- ボローク
- ブレイトヴォ
- ブルマキノ
- グレシネヴォ
- イトラル
- カラビハ
- クラスニエ・トカチ
- クラスヌイ・プロフィンチェルン
- クービンスク
- クルバ
- ネコウス
- ネクラソフスコエ
- ペソフノエ
- セミブラトヴォ
- トルブヒノ
- トゥノシナ
- ヴァレゴヴォ

## 標準時
この地域は、モスクワ時間帯の標準時を使用している。時差はUTC+3時間で、夏時間はない。（2011年3月までは標準時がUTC+3、夏時間がUTC+4、同年3月から2014年10月までは通年UTC+4であった）